# Gay Army
Gay Army var en dokusåpa från 2006 som sändes i Kanal 5, där nio homosexuella skandinaviska män (tre från Sverige, tre från Norge och tre från Danmark) hamnade på ett amerikanskt militärt träningsläger.